# Liste des planètes mineures non numérotées découvertes en décembre 2011
Pour un article plus général, voir Liste des planètes mineures non numérotées découvertes en 2011.
Pour un article plus général, voir Liste des planètes mineures.
Cet article dresse la liste des planètes mineures (astéroïdes, centaures, objets transneptuniens et assimilés) non numérotées découvertes en décembre 2011 dans l'ordre de leur découverte.
Au 15 janvier 2025, 661 077 des 1 434 993 planètes mineures répertoriées par le Centre des planètes mineures ne sont pas encore numérotées, soit 46,07 %.

## Rappel concernant la désignation provisoire
La désignation provisoire indique l'ordre de découverte de ces objets. En effet, cette désignation est composée de l'année de découverte (par exemple 2011) suivie de la quinzaine (demi-mois) de découverte (p.e. A = 1-15 janvier) puis de l'ordre de découverte dans cette quinzaine. Cet ordre est indiqué par une lettre et éventuellement un chiffre comme suit : A pour la première découverte, B pour la deuxième, ..., Z pour la 25e (le I n'est pas utilisé pour éviter la confusion avec 1), A1 pour la 26e, B1 pour la 27e, etc. , Z1 pour la 50e, A2 pour la 51e, B2 pour la 52e, etc. L'ordre de la numérotation ne suit donc pas l'ordre alphanumérique. 2011 AA1 suit ainsi 2011 AZ et précède 2011 AB1.

## Liste

### Du1erau 15 décembre
- 2011 XC
- 2011 XD
- 2011 XF
- 2011 XJ
- 2011 XM
- 2011 XW
- 2011 XZ
- 2011 XA1
- 2011 XB1
- 2011 XC1
- 2011 XD1
- 2011 XF1
- 2011 XL1
- 2011 XN1
- 2011 XT1
- 2011 XA2
- 2011 XC2
- 2011 XK2
- 2011 XS2
- 2011 XA3
- 2011 XD3
- 2011 XS3
- 2011 XK4
- 2011 XL4
- 2011 XO4
- 2011 XB5
- 2011 XE5
- 2011 XJ5
- 2011 XK5
- 2011 XL5
- 2011 XM5
- 2011 XS5
- 2011 XU5
- 2011 XW5
- 2011 XX5
- 2011 XY5
- 2011 XA6
- 2011 XB6
- 2011 XJ6
- 2011 XL6
- 2011 XM6
- 2011 XN6
- 2011 XQ6
- 2011 XS6
- 2011 XU6
- 2011 XX6
- 2011 XY6
- 2011 XB7
- 2011 XC7
- 2011 XD7
- 2011 XE7
- 2011 XF7
- 2011 XG7
- 2011 XH7
- 2011 XJ7
- 2011 XK7
- 2011 XL7
- 2011 XM7
- 2011 XN7

### Du 16 au 31 décembre
- 2011 YC
- 2011 YG
- 2011 YM
- 2011 YN
- 2011 YY
- 2011 YN1
- 2011 YP1
- 2011 YQ1
- 2011 YW1
- 2011 YK2
- 2011 YU3
- 2011 YV3
- 2011 YQ4
- 2011 YA5
- 2011 YL5
- 2011 YO5
- 2011 YE6
- 2011 YG6
- 2011 YH6
- 2011 YJ6
- 2011 YK6
- 2011 YL6
- 2011 YO6
- 2011 YS6
- 2011 YW6
- 2011 YN7
- 2011 YE8
- 2011 YG8
- 2011 YW8
- 2011 YV9
- 2011 YE10
- 2011 YP10
- 2011 YQ10
- 2011 YS10
- 2011 YU10
- 2011 YV10
- 2011 YW10
- 2011 YX10
- 2011 YY10
- 2011 YH11
- 2011 YE12
- 2011 YU12
- 2011 YX12
- 2011 YB13
- 2011 YJ13
- 2011 YK13
- 2011 YL13
- 2011 YN13
- 2011 YO13
- 2011 YY13
- 2011 YE14
- 2011 YV14
- 2011 YW14
- 2011 YG15
- 2011 YR15
- 2011 YS15
- 2011 YW15
- 2011 YX15
- 2011 YE16
- 2011 YP16
- 2011 YH17
- 2011 YK17
- 2011 YL17
- 2011 YV17
- 2011 YY17
- 2011 YZ17
- 2011 YC18
- 2011 YK18
- 2011 YN18
- 2011 YO18
- 2011 YR18
- 2011 YV18
- 2011 YC19
- 2011 YE20
- 2011 YG20
- 2011 YK20
- 2011 YL21
- 2011 YQ21
- 2011 YL23
- 2011 YP23
- 2011 YA24
- 2011 YJ24
- 2011 YR24
- 2011 YG25
- 2011 YQ25
- 2011 YD27
- 2011 YF27
- 2011 YY27
- 2011 YZ27
- 2011 YC28
- 2011 YF28
- 2011 YG28
- 2011 YH28
- 2011 YJ28
- 2011 YK28
- 2011 YL28
- 2011 YY28
- 2011 YZ28
- 2011 YA29
- 2011 YB29
- 2011 YC29
- 2011 YD29
- 2011 YE29
- 2011 YJ29
- 2011 YW29
- 2011 YZ30
- 2011 YC31
- 2011 YG31
- 2011 YM31
- 2011 YE32
- 2011 YG32
- 2011 YO32
- 2011 YY34
- 2011 YG35
- 2011 YW35
- 2011 YY35
- 2011 YZ35
- 2011 YE36
- 2011 YN36
- 2011 YQ36
- 2011 YU36
- 2011 YA37
- 2011 YM37
- 2011 YT38
- 2011 YG39
- 2011 YL39
- 2011 YO39
- 2011 YV39
- 2011 YX39
- 2011 YZ39
- 2011 YB40
- 2011 YC40
- 2011 YD40
- 2011 YE40
- 2011 YF40
- 2011 YH40
- 2011 YK40
- 2011 YM40
- 2011 YQ40
- 2011 YZ40
- 2011 YB41
- 2011 YC41
- 2011 YG41
- 2011 YA42
- 2011 YE42
- 2011 YN42
- 2011 YD43
- 2011 YD45
- 2011 YG45
- 2011 YP45
- 2011 YM46
- 2011 YN47
- 2011 YP47
- 2011 YS47
- 2011 YY47
- 2011 YZ47
- 2011 YF48
- 2011 YA49
- 2011 YE49
- 2011 YU49
- 2011 YW49
- 2011 YA50
- 2011 YY50
- 2011 YA51
- 2011 YC51
- 2011 YF51
- 2011 YK51
- 2011 YL51
- 2011 YN51
- 2011 YR51
- 2011 YT51
- 2011 YX51
- 2011 YB52
- 2011 YF52
- 2011 YG52
- 2011 YX52
- 2011 YE53
- 2011 YR53
- 2011 YD54
- 2011 YO54
- 2011 YZ54
- 2011 YB55
- 2011 YD55
- 2011 YK55
- 2011 YL55
- 2011 YQ55
- 2011 YC56
- 2011 YO56
- 2011 YZ56
- 2011 YA57
- 2011 YQ57
- 2011 YC58
- 2011 YQ58
- 2011 YM59
- 2011 YF60
- 2011 YY60
- 2011 YN61
- 2011 YP61
- 2011 YR61
- 2011 YZ61
- 2011 YE62
- 2011 YK62
- 2011 YM62
- 2011 YO62
- 2011 YS62
- 2011 YT62
- 2011 YU62
- 2011 YV62
- 2011 YW62
- 2011 YX62
- 2011 YY62
- 2011 YZ62
- 2011 YA63
- 2011 YB63
- 2011 YC63
- 2011 YE63
- 2011 YL63
- 2011 YM63
- 2011 YO63
- 2011 YY63
- 2011 YB66
- 2011 YV66
- 2011 YK67
- 2011 YV67
- 2011 YZ67
- 2011 YQ68
- 2011 YD69
- 2011 YP69
- 2011 YQ69
- 2011 YQ70
- 2011 YU70
- 2011 YP71
- 2011 YB72
- 2011 YJ72
- 2011 YN72
- 2011 YZ72
- 2011 YM73
- 2011 YU73
- 2011 YV73
- 2011 YD74
- 2011 YK74
- 2011 YN74
- 2011 YU74
- 2011 YO75
- 2011 YU75
- 2011 YZ75
- 2011 YG76
- 2011 YH76
- 2011 YJ76
- 2011 YN76
- 2011 YO76
- 2011 YP76
- 2011 YR76
- 2011 YS76
- 2011 YT77
- 2011 YO78
- 2011 YE79
- 2011 YG79
- 2011 YM79
- 2011 YD80
- 2011 YM80
- 2011 YO80
- 2011 YQ80
- 2011 YY80
- 2011 YB81
- 2011 YC81
- 2011 YH82
- 2011 YW82
- 2011 YY82
- 2011 YA83
- 2011 YC83
- 2011 YP83
- 2011 YU83
- 2011 YV83
- 2011 YZ83
- 2011 YB84
- 2011 YL84
- 2011 YO84
- 2011 YQ84
- 2011 YR84
- 2011 YU84
- 2011 YX84
- 2011 YB85
- 2011 YC85
- 2011 YD85
- 2011 YE85
- 2011 YF85
- 2011 YG85
- 2011 YH85
- 2011 YN85
- 2011 YP85
- 2011 YU85
- 2011 YW85
- 2011 YY85
- 2011 YZ85
- 2011 YA86
- 2011 YB86
- 2011 YC86
- 2011 YD86
- 2011 YF86
- 2011 YG86
- 2011 YH86
- 2011 YJ86
- 2011 YK86
- 2011 YL86
- 2011 YM86
- 2011 YN86
- 2011 YO86
- 2011 YP86
- 2011 YU86
- 2011 YY86
- 2011 YZ86
- 2011 YC87
- 2011 YM87
- 2011 YN87
- 2011 YQ87
- 2011 YS87
- 2011 YW87
- 2011 YY87
- 2011 YA88
- 2011 YB88
- 2011 YE88
- 2011 YG88
- 2011 YJ88
- 2011 YK88
- 2011 YL88
- 2011 YM88
- 2011 YN88
- 2011 YP88
- 2011 YQ88
- 2011 YR88
- 2011 YG89
- 2011 YL89
- 2011 YM89
- 2011 YN89
- 2011 YR89
- 2011 YS89
- 2011 YU89
- 2011 YV89
- 2011 YH90
- 2011 YJ90
- 2011 YK90
- 2011 YL90
- 2011 YM90
- 2011 YN90
- 2011 YO90
- 2011 YT90
- 2011 YU90
- 2011 YV90
- 2011 YW90
- 2011 YX90
- 2011 YD91
- 2011 YF91
- 2011 YH91
- 2011 YJ91
- 2011 YM91
- 2011 YO91
- 2011 YP91
- 2011 YS91
- 2011 YT91
- 2011 YU91
- 2011 YV91
- 2011 YH92
- 2011 YK92
- 2011 YL92
- 2011 YM92
- 2011 YN92
- 2011 YO92
- 2011 YP92
- 2011 YS92
- 2011 YX92
- 2011 YA93
- 2011 YC93
- 2011 YE93
- 2011 YF93
- 2011 YH93
- 2011 YK93
- 2011 YL93
- 2011 YM93
- 2011 YN93
- 2011 YP93
- 2011 YQ93
- 2011 YR93
- 2011 YT93
- 2011 YU93
- 2011 YV93
- 2011 YW93
- 2011 YX93
- 2011 YY93
- 2011 YA94
- 2011 YB94
- 2011 YC94
- 2011 YE94
- 2011 YG94
- 2011 YJ94
- 2011 YK94
- 2011 YL94
- 2011 YN94
- 2011 YO94
- 2011 YR94
- 2011 YT94
- 2011 YU94
- 2011 YV94
- 2011 YW94
- 2011 YX94
- 2011 YY94
- 2011 YZ94
- 2011 YA95
- 2011 YC95
- 2011 YD95
- 2011 YF95
- 2011 YG95
- 2011 YH95
- 2011 YN95
- 2011 YP95
- 2011 YT95
- 2011 YV95
- 2011 YY95
- 2011 YA96
- 2011 YB96
- 2011 YE96
- 2011 YJ96
- 2011 YL96
- 2011 YN96
- 2011 YO96
- 2011 YP96
- 2011 YR96
- 2011 YU96
- 2011 YV96
- 2011 YX96
- 2011 YY96
- 2011 YA97
- 2011 YB97
- 2011 YH97
- 2011 YJ97
- 2011 YK97
- 2011 YM97
- 2011 YN97
- 2011 YQ97
- 2011 YR97
- 2011 YS97
- 2011 YT97
- 2011 YU97
- 2011 YV97
- 2011 YW97
- 2011 YX97
- 2011 YZ97
- 2011 YC98
- 2011 YE98
- 2011 YF98
- 2011 YG98
- 2011 YH98
- 2011 YJ98
- 2011 YK98
- 2011 YN98
- 2011 YO98
- 2011 YP98
- 2011 YQ98
- 2011 YR98
- 2011 YS98
- 2011 YT98
- 2011 YU98
- 2011 YV98
- 2011 YW98
- 2011 YX98
- 2011 YY98
- 2011 YZ98
- 2011 YA99
- 2011 YB99
- 2011 YC99
- 2011 YD99
- 2011 YE99
- 2011 YH99
- 2011 YJ99
- 2011 YK99
- 2011 YL99
- 2011 YM99
- 2011 YN99
- 2011 YO99
- 2011 YP99
- 2011 YQ99
- 2011 YR99
- 2011 YU99
- 2011 YV99
- 2011 YW99
- 2011 YX99
- 2011 YY99
- 2011 YZ99
- 2011 YA100
- 2011 YB100
- 2011 YD100
- 2011 YE100
- 2011 YF100
- 2011 YG100
- 2011 YH100
- 2011 YJ100